# لاتکوواتس
لاتکوواتس (به صربی: Latkovac) یک منطقهٔ مسکونی در صربستان است که در الکساندراواک واقع شده‌است. لاتکوواتس ۴۷۴ نفر جمعیت دارد.